# Saint-Evroult-Notre-Dame-du-Bois
Saint-Evroult-Notre-Dame-du-Bois é uma comuna francesa na região administrativa da Normandia, no departamento Orne. Estende-se por uma área de 34,82 km². Em 2010 a comuna tinha 479 habitantes (densidade: 13,8 hab./km²).